# Walnut Grove (Washington)
Walnut Grove és una concentració de població designada pel cens dels Estats Units a l'estat de Washington. Segons el cens del 2000 tenia 7.164 habitants.

## Demografia
Segons el cens del 2000, Walnut Grove tenia 7.164 habitants, 2.737 habitatges, i 2.003 famílies. La densitat de població era de 729,8 habitants per km².
Dels 2.737 habitatges en un 33,4% hi vivien nens de menys de 18 anys, en un 59,2% hi vivien parelles casades, en un 8,8% dones solteres, i en un 26,8% no eren unitats familiars. En el 20,1% dels habitatges hi vivien persones soles el 6,2% de les quals corresponia a persones de 65 anys o més que vivien soles. El nombre mitjà de persones vivint en cada habitatge era de 2,61 i el nombre mitjà de persones que vivien en cada família era de 3.
Per edats la població es repartia de la següent manera: un 25,9% tenia menys de 18 anys, un 7,5% entre 18 i 24, un 30,6% entre 25 i 44, un 24,8% de 45 a 60 i un 11,2% 65 anys o més.
L'edat mediana era de 37 anys. Per cada 100 dones de 18 o més anys hi havia 97,2 homes.
La renda mediana per habitatge era de 52.788 $ i la renda mediana per família de 56.125 $. Els homes tenien una renda mediana de 45.752 $ mentre que les dones 31.956 $. La renda per capita de la població era de 25.747 $. Aproximadament el 3,8% de les famílies i el 6,1% de la població estaven per davall del llindar de pobresa.

## Poblacions més properes
El següent diagrama mostra les poblacions més properes.